# Kaffemik
Kaffemik ist ein Teil der grönländischen Alltagskultur.

## Beschreibung
Der Kaffemik bezeichnet ein privat durchgeführtes, ganztägiges und offenes Kaffeetrinken, zu dem ein Hausbesitzer anlässlich einer Feier wie Geburtstag, Konfirmation, aber auch zu Ehren eines Verstorbenen einlädt, die aber von jedem besucht werden kann, ohne dass man den Gefeierten bzw. Gastgebenden kennen muss. Es werden Kaffee, Kuchen und andere Kleinigkeiten, aber auch Mahlzeiten der grönländischen Essenskultur serviert. Das Ziel eines Kaffemiks ist weniger das Essen als vielmehr sozialer Austausch und das Kennenlernen fremder Personen.

## Etymologie
Beim kaffemik handelt es sich um ein dänisch-grönländisches Mischwort. Ursprünglich besteht es aus dem dänischen Lehnwort kaffe und der grönländischen Instrumentalisendung -mik, weswegen als Bedeutung häufig „mittels Kaffee“ angegeben wird (im Sinne von „Kaffee als Mittel zum sozialen Austausch etc.“). Tatsächlich muss das Wort eher als unbestimmte Flexionsform gelesen werden, mit der man um das Einschenken „etwas Kaffees“ bittet. Das grönländische Wort für Kaffemik ist kaffillerneq („das Darreichen von Kaffee“). Im Dänischen wurde die Kasusendung -mik als „Feiergesellschaft“ reanalysiert und per Lehnwortbildung an andere dänische Wörter angehängt wie dansemik („Tanzball“) oder spisemik („Festessen“).